# Exotoxus crypticus
Exotoxus crypticus är en skalbaggsart som beskrevs av Miłosz A. Mazur 1991. Exotoxus crypticus ingår i släktet Exotoxus och familjen stumpbaggar. Inga underarter finns listade i Catalogue of Life.